# Nizozemsko na Zimních olympijských hrách 1988
Nizozemsko na Zimních olympijských hrách 1988 reprezentovalo 11 sportovců (6 mužů a 5 žen) v 1 sportu.
11 (6 mužů a 5 žen)

## Medailisté
| Medaile | Jméno                | Sport          | Disciplína    |
| ------- | -------------------- | -------------- | ------------- |
| Zlato   | Yvonne van Gennipová | Rychlobruslení | Ženy 1 500 m  |
| Zlato   | Yvonne van Gennipová | Rychlobruslení | Ženy 3 000 m  |
| Zlato   | Yvonne van Gennipová | Rychlobruslení | Ženy 5 000 m  |
| Stříbro | Jan Ykema            | Rychlobruslení | Muži 500 m    |
| Stříbro | Leo Visser           | Rychlobruslení | Muži 5 000 m  |
| Bronz   | Gerard Kemkers       | Rychlobruslení | Muži 5 000 m  |
| Bronz   | Leo Visser           | Rychlobruslení | Muži 10 000 m |